# Buk Kamieński
Buk Kamieński – zlikwidowany przystanek gryfickiej kolei wąskotorowej w Buku, w województwie zachodniopomorskim, w Polsce. Przystanek został zamknięty 1. września 1996 roku.